# Rhopalus subrufus

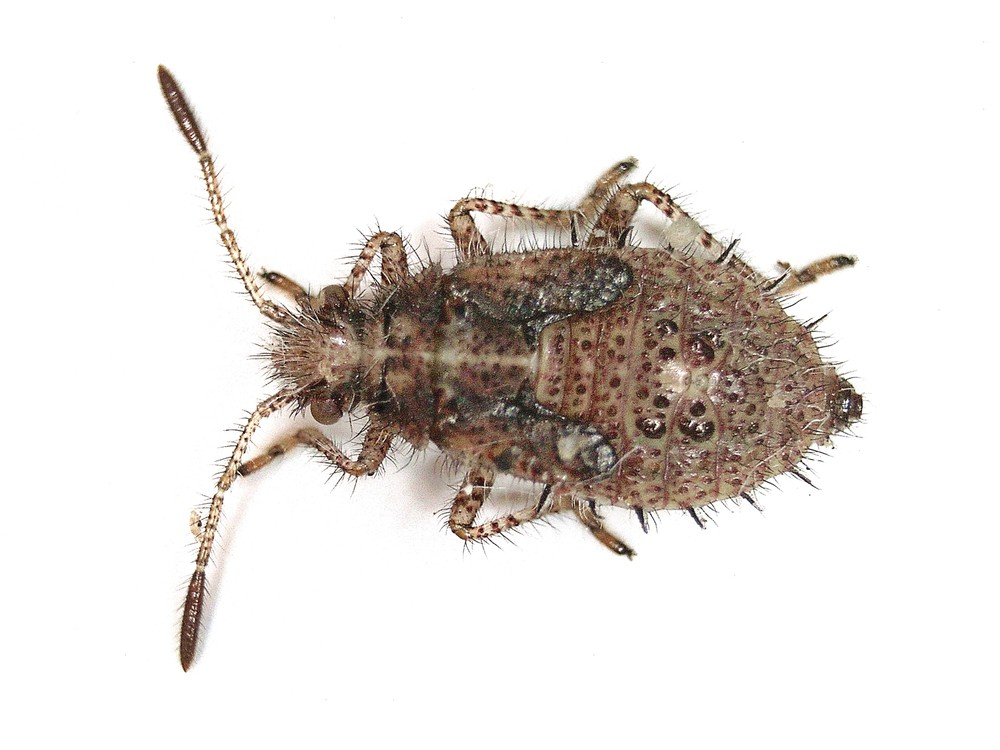
Hellbraune Glasflügelwanze (Rhopalus subrufus), Nymphe

Rhopalus subrufus, auch Rötliche Glasflügelwanze genannt, ist eine Wanze aus der Familie der Glasflügelwanzen (Rhopalidae).

## Merkmale
Rhopalus subrufus ist wie alle Arten der Tribus Rhopalini mittelgroß und länglich und wie die meisten Arten der Tribus stark behaart. Die Tiere erreichen eine Körperlänge von 7,0 bis 7,7 mm. Das Pronotum zeigt keine helle Mittellinie, das Schildchen (Scutellum) ist meist zweispitzig.
Kopf und Pronotum sind rot oder gelbbraun. Das Scutellum ist ebenfalls rotbraun mit weißlicher Spitze. Das 6. Tergit zeigt fünf gelbliche Flecken auf schwarzem Grund, drei größere am Vorderrand und zwei kleinere in den Hinterwinkeln. Die basale Hälfte des Coriums ist weißlich, die Endhälfte rotbraun. Das Connexivum ist gelb mit rechteckigen roten oder schwarzen Flecken auf den hinteren zwei Dritteln jedes Segments. Der Connexivum-Fleck auf dem 6. Tergit erreicht nicht den Hinterrand des Tergits.

## Verbreitung und Lebensraum
Das Verbreitungsgebiet umfasst fast ganz Europa, Rhopalus subrufus fehlt hier nur im Norden der Britischen Inseln und Skandinaviens. Das Areal der Art umfasst darüber hinaus die Subtropen und Tropen der ganzen Welt. Die Art ist in Deutschland südlich der Mittelgebirge und in Österreich nicht selten und zum Teil häufig, im nordwestdeutschen Tiefland fehlt sie weitgehend.
Rhopalus subrufus besiedelt ein breites Spektrum trocken bis mäßig feuchter, offener bis halbschattiger Habitate und bewohnt hier die Krautschicht.

## Lebensweise
Rhopalus subrufus ist wie alle Glasflügelwanzen phytophag und saugt vorwiegend an den Früchten ihrer Wirtspflanzen. Sie ist polyphag und wurde auf einer großen Zahl wahrscheinlicher Nahrungspflanzen gefunden, bevorzugt aber wohl Storchschnabelgewächse (Geraniaceae) und Lippenblütler (Lamiaceae). Die Art überwintert als Imago und kann nach der Winterruhe ab Mai beobachtet werden. Paarungen wurden im Mai und Juni beobachtet. In Mitteleuropa wird offenbar nur eine Generation ausgebildet, frisch geschlüpfte Imagines sind von Juli bis September zu beobachten.